# 16.ª etapa de la Vuelta a España 2018
La 16.ª etapa de la Vuelta a España 2018 tuvo lugar el 11 de septiembre de 2018 y consistió en una contrarreloj individual entre Santillana del Mar y Torrelavega sobre un recorrido de 32 km y fue ganada por el ciclista australiano Rohan Dennis del equipo BMC Racing. El ciclista británico Simon Yates del equipo Mitchelton-Scott conservó el maillot de líder.

## Clasificación de la etapa
| \| Clasificación de la etapa \| Clasificación de la etapa \| Clasificación de la etapa \| Clasificación de la etapa \| Clasificación de la etapa \| \| Ciclista \| Ciclista \| Equipo \| Tiempo \| \| \| ------------------------- \| ------------------------- \| ------------------------- \| ------------------------- \| ------------------------- \| \| 1.º \| Rohan Dennis \| BMC Racing Team \| 37 min 57 s \| \| \| 2.º \| Joey Rosskopf \| BMC Racing Team \| + 50 s \| \| \| 3.º \| Jonathan Castroviejo \| Team Sky \| + 50 s \| \| \| 4.º \| Steven Kruijswijk \| LottoNL-Jumbo \| + 51 s \| \| \| 5.º \| Michał Kwiatkowski \| Team Sky \| + 51 s \| \| \| 6.º \| Enric Mas \| Quick-Step Floors \| + 1 min 03 s \| \| \| 7.º \| Nélson Filippe Oliveira \| Movistar Team \| + 1 min 05 s \| \| \| 8.º \| Laurens De Plus \| Quick-Step Floors \| + 1 min 07 s \| \| \| 9.º \| Simon Geschke \| Team Sunweb \| + 1 min 10 s \| \| \| 10.º \| Kasper Asgreen \| Quick-Step Floors \| + 1 min 10 s \| \| |                         |                   |              |
| |                         |                   |              |
| Fuente: ProCyclingStats |                         |                   |              |
| Clasificación de la etapa |                         |                   |              |
| Ciclista | Ciclista                | Equipo            | Tiempo       |
| 1.º | Rohan Dennis            | BMC Racing Team   | 37 min 57 s  |
| 2.º | Joey Rosskopf           | BMC Racing Team   | + 50 s       |
| 3.º | Jonathan Castroviejo    | Team Sky          | + 50 s       |
| 4.º | Steven Kruijswijk       | LottoNL-Jumbo     | + 51 s       |
| 5.º | Michał Kwiatkowski      | Team Sky          | + 51 s       |
| 6.º | Enric Mas               | Quick-Step Floors | + 1 min 03 s |
| 7.º | Nélson Filippe Oliveira | Movistar Team     | + 1 min 05 s |
| 8.º | Laurens De Plus         | Quick-Step Floors | + 1 min 07 s |
| 9.º | Simon Geschke           | Team Sunweb       | + 1 min 10 s |
| 10.º | Kasper Asgreen          | Quick-Step Floors | + 1 min 10 s |

## Clasificaciones al final de la etapa

### Clasificación general
| \| Clasificación general \| Clasificación general \| Clasificación general \| Clasificación general \| Clasificación general \| \| Ciclista \| Ciclista \| Equipo \| Tiempo \| \| \| --------------------- \| --------------------- \| ------------------------- \| --------------------- \| --------------------- \| \| 1.º \| Simon Yates \| Mitchelton-Scott \| 64 h 52 min 58 s \| \| \| 2.º \| Alejandro Valverde \| Movistar Team \| + 33 s \| \| \| 3.º \| Steven Kruijswijk \| LottoNL-Jumbo \| + 52 s \| \| \| 4.º \| Nairo Quintana \| Movistar Team \| + 1 min 15 s \| \| \| 5.º \| Enric Mas \| Quick-Step Floors \| + 1 min 30 s \| \| \| 6.º \| Miguel Ángel López \| Astana \| + 1 min 34 s \| \| \| 7.º \| Thibaut Pinot \| Groupama-FDJ \| + 2 min 53 s \| \| \| 8.º \| Ion Izagirre \| Bahrain-Merida \| + 3 min 04 s \| \| \| 9.º \| Rigoberto Urán \| EF Education First-Drapac \| + 3 min 15 s \| \| \| 10.º \| Tony Gallopin \| AG2R La Mondiale \| + 4 min 43 s \| \| |                    |                           |                  |
| |                    |                           |                  |
| Fuente: ProCyclingStats |                    |                           |                  |
| Clasificación general |                    |                           |                  |
| Ciclista | Ciclista           | Equipo                    | Tiempo           |
| 1.º | Simon Yates        | Mitchelton-Scott          | 64 h 52 min 58 s |
| 2.º | Alejandro Valverde | Movistar Team             | + 33 s           |
| 3.º | Steven Kruijswijk  | LottoNL-Jumbo             | + 52 s           |
| 4.º | Nairo Quintana     | Movistar Team             | + 1 min 15 s     |
| 5.º | Enric Mas          | Quick-Step Floors         | + 1 min 30 s     |
| 6.º | Miguel Ángel López | Astana                    | + 1 min 34 s     |
| 7.º | Thibaut Pinot      | Groupama-FDJ              | + 2 min 53 s     |
| 8.º | Ion Izagirre       | Bahrain-Merida            | + 3 min 04 s     |
| 9.º | Rigoberto Urán     | EF Education First-Drapac | + 3 min 15 s     |
| 10.º | Tony Gallopin      | AG2R La Mondiale          | + 4 min 43 s     |

### Clasificación por puntos
| Clasificación por puntos | Clasificación por puntos | Clasificación por puntos | Clasificación por puntos | Clasificación por puntos |
| Ciclista                 | Ciclista                 | Equipo                   | Puntos                   |                          |
| ------------------------ | ------------------------ | ------------------------ | ------------------------ | ------------------------ |
| 1.º                      | Alejandro Valverde       | Movistar Team            | 116 pts                  |                          |
| 2.º                      | Peter Sagan              | Bora-Hansgrohe           | 83 pts                   |                          |
| 3.º                      | Dylan Teuns              | BMC Racing Team          | 73 pts                   |                          |
| 4.º                      | Miguel Ángel López       | Astana                   | 71 pts                   |                          |
| 5.º                      | Benjamin King            | Dimension Data           | 69 pts                   |                          |
| 6.º                      | Simon Yates              | Mitchelton-Scott         | 68 pts                   |                          |
| 7.º                      | Elia Viviani             | Quick-Step Floors        | 66 pts                   |                          |
| 8.º                      | Michał Kwiatkowski       | Team Sky                 | 66 pts                   |                          |
| 9.º                      | Thibaut Pinot            | Groupama-FDJ             | 56 pts                   |                          |
| 10.º                     | Ion Izagirre             | Bahrain-Merida           | 56 pts                   |                          |

### Clasificación de la montaña
| Clasificación de la montaña | Clasificación de la montaña | Clasificación de la montaña | Clasificación de la montaña | Clasificación de la montaña |
| Ciclista                    | Ciclista                    | Equipo                      | Puntos                      |                             |
| --------------------------- | --------------------------- | --------------------------- | --------------------------- | --------------------------- |
| 1.º                         | Luis Ángel Maté             | Cofidis, Solutions Crédits  | 64 pts                      |                             |
| 2.º                         | Thomas de Gendt             | Lotto-Soudal                | 57 pts                      |                             |
| 3.º                         | Benjamin King               | Dimension Data              | 56 pts                      |                             |
| 4.º                         | Bauke Mollema               | Trek-Segafredo              | 50 pts                      |                             |
| 5.º                         | Pierre Rolland              | EF Education First-Drapac   | 31 pts                      |                             |
| 6.º                         | Miguel Ángel López          | Astana                      | 25 pts                      |                             |
| 7.º                         | Thibaut Pinot               | Groupama-FDJ                | 22 pts                      |                             |
| 8.º                         | Simon Yates                 | Mitchelton-Scott            | 22 pts                      |                             |
| 9.º                         | Michał Kwiatkowski          | Team Sky                    | 17 pts                      |                             |
| 10.º                        | Alejandro Valverde          | Movistar Team               | 16 pts                      |                             |

### Clasificación de la combinada
| Clasificación de la combinada | Clasificación de la combinada | Clasificación de la combinada | Clasificación de la combinada | Clasificación de la combinada |
| Ciclista                      | Ciclista                      | Equipo                        | Puntos                        |                               |
| ----------------------------- | ----------------------------- | ----------------------------- | ----------------------------- | ----------------------------- |
| 1.º                           | Alejandro Valverde            | Movistar Team                 | 13 pts                        |                               |
| 2.º                           | Simon Yates                   | Mitchelton-Scott              | 15 pts                        |                               |
| 3.º                           | Miguel Ángel López            | Astana                        | 16 pts                        |                               |
| 4.º                           | Thibaut Pinot                 | Groupama-FDJ                  | 23 pts                        |                               |
| 5.º                           | Steven Kruijswijk             | LottoNL-Jumbo                 | 35 pts                        |                               |
| 6.º                           | Benjamin King                 | Dimension Data                | 35 pts                        |                               |
| 7.º                           | Michał Kwiatkowski            | Team Sky                      | 42 pts                        |                               |
| 8.º                           | Nairo Quintana                | Movistar Team                 | 44 pts                        |                               |
| 9.º                           | Dylan Teuns                   | BMC Racing Team               | 50 pts                        |                               |
| 10.º                          | Bauke Mollema                 | Trek-Segafredo                | 53 pts                        |                               |

### Clasificación por equipos
| Clasificación por equipos | Clasificación por equipos                | Clasificación por equipos | Clasificación por equipos |
| Equipo                    | Equipo                                   | Tiempo                    |                           |
| ------------------------- | ---------------------------------------- | ------------------------- | ------------------------- |
| 1.º                       | Movistar Team                            | 194 h 50 min 08 s         |                           |
| 2.º                       | Bahrain-Merida                           | + 47 s                    |                           |
| 3.º                       | Bora-Hansgrohe                           | + 29 min 05 s             |                           |
| 4.º                       | Sky                                      | + 31 min 49 s             |                           |
| 5.º                       | Lotto NL-Jumbo                           | + 42 min 10 s             |                           |
| 6.º                       | AG2R La Mondiale                         | + 42 min 31 s             |                           |
| 7.º                       | EF Education First-Drapac p/b Cannondale | + 44 min 05 s             |                           |
| 8.º                       | Dimension Data                           | + 50 min 14 s             |                           |
| 9.º                       | Astana                                   | + 58 min 32 s             |                           |
| 10.º                      | Mitchelton-Scott                         | + 1 h 00 min 36 s         |                           |

## Abandonos
- Nicola Conci, no tomó la salida por decisión de su equipo buscando darle descanso al ciclista.[2]